# Ljubav je
Ljubav je (укр. Кохання — це…) — пісня квартету Далал Мідхат-Талакич, Дін, Ана Руцнер і Яла, з якою вони представляли Боснію і Герцеговину на 61-му пісенному конкурсі Євробачення, проведеному у травні 2016 року в Стокгольмі, Швеція. Пісня написана боснійською мовою.
«Ljubav je» виконувалася під час першого півфіналу Євробачення, 10 травня 2016. Далал Мідхат-Талакич, Дін, Ана Руцнер і Яла не змогли набрати необхідної кількості балів, аби потрапити до фіналу.